# Георг Виктор (Валдек-Пирмонт)
Георг Виктор фон Валдек-Пирмонт (на немски: Georg Viktor zu Waldeck und Pyrmont; * 14 януари 1831, Аролзен; † 12 май 1893, Мариенбад, Бохемия) е княз на Валдек-Пирмонт от 15 май 1845 г. до смъртта си. Дядо е на кралица Вилхелмина Нидерландска (1880 – 1962).

## Биография
Той е син на княз Георг II фон Валдек-Пирмонт (1789 – 1845) и съпругата му принцеса Ема фон Анхалт-Бернбург-Шаумбург-Хойм (1802 – 1858), дъщеря на княз Виктор II Карл Фридрих и Амалия фон Насау-Вайлбург.
До 14 януари 1852 г. Георг Виктор е под опекунството на майка си Емма. Той става генерал на инфантерията в пруската войска.

## Фамилия
Първи брак: на 26 септември 1853 г. в Бибрих, Висбаден, с принцеса Хелена фон Насау (* 12 август 1831; † 27 октомври 1888), дъщеря на херцог Вилхелм I фон Насау (1792 – 1839) и втората му съпруга принцеса Паулина фон Вюртемберг. Те имат седем деца, родени в Аролзен:
- София Николина (* 27 юли 1854; † 5 август 1869), умира на 15 години в Англия от туберкулоза
- Паулина (* 19 октомври 1855; † 3 юли 1925), омъжена на 7 май 1881 г. в Аролзен за княз Алексис фон Бентхайм-Щайнфурт (1845 – 1919)
- Мария (* 23 май 1857; † 30 април 1882), омъжена на 15 февруари 1877 г. в Аролзен за принц, по-късния крал Вилхелм II фон Вюртемберг (1848 – 1921)
- Емма (* 2 авугуст 1858; † 20 март 1934), кралица и регентка на Нидерландия и велика херцогиня на Люксембург, омъжена на 17 януари 1879 г. в Аролзен за крал Вилем III от Нидерландия (1817 – 1890)
- Хелена (* 17 февруари 1861; † 1 септември 1922), омъжена на 27 април 1882 г. в Уиндзор за принц Леополд, херцог Олбани от Великобритания (1853 – 1884)
- Фридрих (* 20 януари 1865; † 26 май 1946), последният княз на Валдек-Пирмонт (1918), женен на 9 август 1895 г. в Наход за принцеса Батилдис фон Шаумбург-Липе (1873 – 1962), дъщеря на принц Вилхелм фон Шаумбург-Липе (1834 – 1906) и принцеса Батхилдис фон Анхалт-Десау (1837 – 1902)
- Елизабет (* 6 септември 1873; † 23 ноември 1961), омъжена на 3 май 1900 г. в Аролзен за княз Александер Лудвиг фон Ербах-Шьонберг (1872 – 1944), син на граф и княз Густав Ернст фон Ербах-Шьонберг (1840 – 1908) и принцеса Мария фон Батенберг (1852 – 1923), сестра на княз Александър I Батенберг (княз на Княжество България 1879 – 1886).

Втори брак: на 29 април 1891 г. в Луизенлунд с принцеса Луиза фон Зондербург-Глюксбург (* 6 януари 1858; † 2 юли 1936), дъщеря на херцог Фридрих фон Шлезвиг-Холщайн-Зондербург-Глюксбург (1814 – 1885) и принцеса Аделхайд фон Шаумбург-Липе (1821 – 1899). Те имат един син:
- Виктор Волрад Фридрих Адолф Вилхелм Алберт (* 26 юни 1892, Аролзен; † 17 октомври 1914), убит в битка при Морследе в Белгия през Първата световна война.

- Принцеса Хелена фон Насау-Вайлбург, по-късна княгиня на Валдек-Пирмонт
- Принцеса Луиза фон Шлезвиг-Холщайн-Зондербург-Глюксбург, по-късна княгиня на Валдек-Пирмонт